# Pretextat de Rouen
Pretextat de Rouen (França, s. VI - Rouen, Alta Normandia, 586) fou un home d'església de l'època merovíngia, bisbe de Rouen durant el període de guerra entre reis merovingis dels anys 570 i 580; la seva mort per assassinat fou segurament deguda a la reina Fredegunda. És venerat com a sant per diverses confessions cristianes; l'Església catòlica en celebra la festa el 24 de febrer.
Pretextat fou bisbe de Rouen durant la lluita sagnant, dita "faide reial", entre sobretot Sigebert I, rei de Metz a Austràsia, amb la seva esposa Brunequilda (Brunehaut) i Khilperic I, rei de Soissons a Nèustria, amb la seva esposa Fredegunda. Fou el padrí de Meroveu, fill de Khilperic.
El 575, després de l'assassinat del seu espòs Sigebert I, Brunequilda, presonera de Khilperic, fou portada a Rouen. L'any següent, Meroveu i Brunequilda es casaren davant el bisbe Pretextat. De resultes d'un cert nombre de peripècies, Brunequilda va marxar a Austràsia, mentre que Meroveu, acorralat, va acabar sent mort a Thérouanne.
Khilperic va convocar llavors a París un concili de bisbes, davant el qual va fer comparèixer Pretextat (577), acusant-lo d'haver violat les lleis canòniques però també d'haver volgut, d'acord amb Meroveu, fer-lo assassinar i d'haver excitat el poble contra ell. Pretextat fou defensat per Gregori de Tours, però en va. El bisbe de Rouen fou condemnat a la deposició i a l'exili a una illa, probablement Jersey. Fou reemplaçat per Melanci (Melantius).

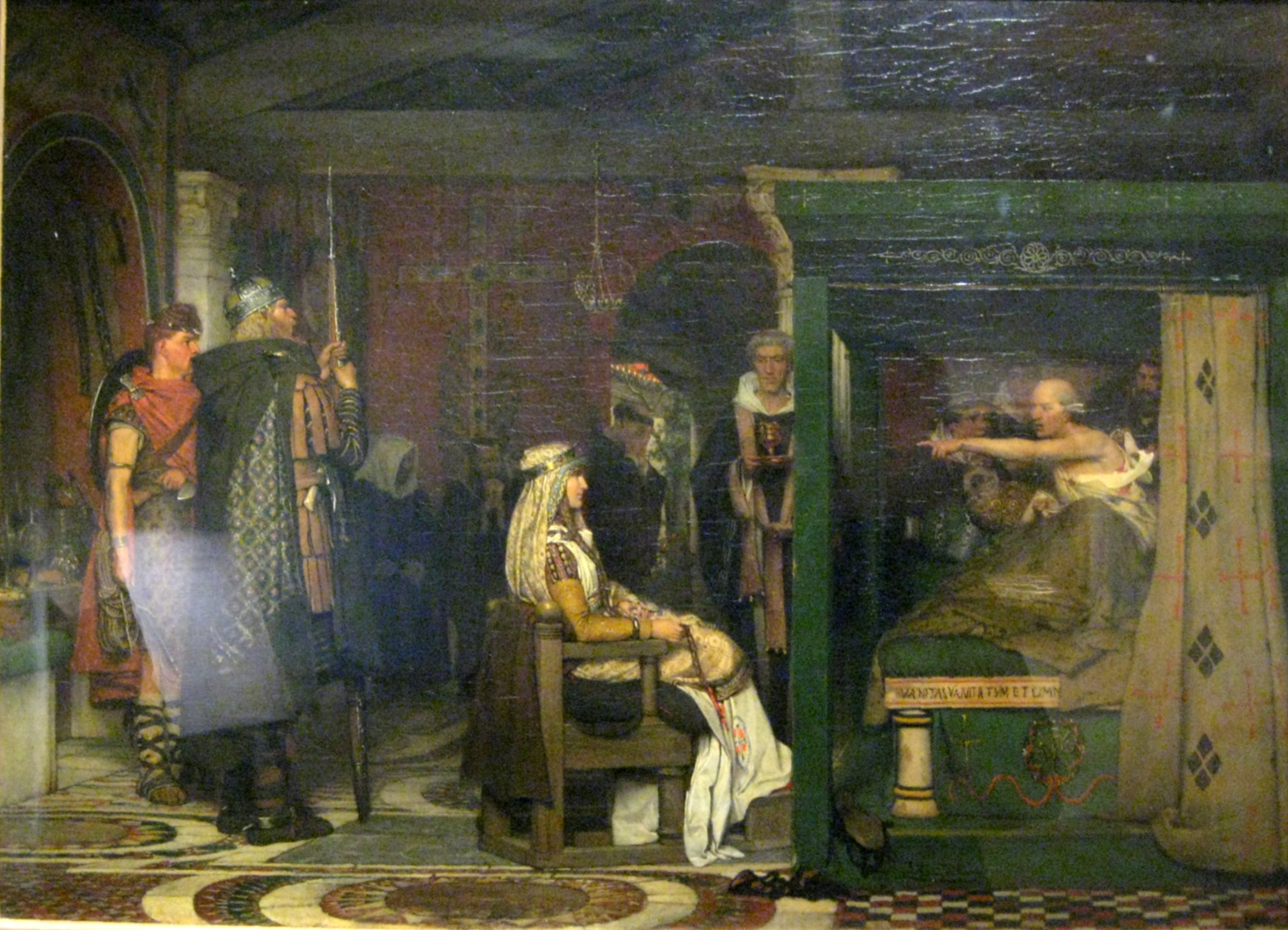
Fredegunda visitant Pretextat al seu llit de mort, per Lawrence Alma Tadema, s. XIX.

La mort de Khilperic, el 584 va permetre a Pretextat d'entrar a Rouen, cridat, segons la fórmula consagrada, "pel clergat i pel poble". El germà de Khilperic, Guntram, rei de Borgonya, s'encarregà de la protecció de Fredegunda i del seu fill nounat, Clotari. Tanmateix Guntram va apartar de la cort Fredegunda, que es va establir en principi en una vil·la reial prop de Rouen, Rotoialum (Val de Reuil).
Pretextat fou assassinat el dia de Pasqua del 586, al peu de l'altar, per un serf que hauria cobrat 100 sous d'or de Fredegunda, 50 de Melanci i 50 de l'ardiaca de Rouen.